# Jack Dangers
Jack Dangers, pseudonimo di John Corrigan (Swindon, 11 gennaio 1965), è un musicista britannico, attivo nel campo della musica elettronica.
È anche DJ, produttore e remixer ed è noto soprattutto come membro di spicco del Meat Beat Manifesto.
È noto anche con gli pseudonimi Space Children e Loop Finder General.

## Discografia
Solista, come Jack Dangers:
- Sounds of the 20th Century No1 (2000)
- Sounds of the 20th Century No2 (2001)
- Tape Music (2001)
- Variaciones Espectrales (2002)
- Forbidden Planet Explored (2004)
- Loudness Clarifies / Electronic Music from Tapelab (2004)
- Music for Planetarium (2008)

Collaborazioni:
Con Perennial Divide e Meat Beat Manifesto discography
- Let's Go Disco (come Space Children) (1988)
- ¡Hello Friends! (DJ CD) (2001)
- Pro.File 1 Meat Beat Manifesto/Jack Dangers Remix Collection (con Meat Beat Manifesto) (2002)
- Hiss & Buzz (con Dubloner) (2005)
- Tracks (con Bomb The Bass) (2001)

Altre attività
- Ha remixato "Insect Kin" nell'album dei Bush Deconstructed

### Apparizioni in compilation
- "A Strange Case Of Instrumentation" e "The Self Enjoy" in Brainwaves (2006)